# Guia (Cameroun)
Pour les articles homonymes, voir Guia.
Guia est une localité du Cameroun située dans la commune de Guémé, le département du Mayo-Danay et la Région de l'Extrême-Nord, à proximité de la frontière avec le Tchad.

## Population
En 1967 la localité comptait 751 habitants, principalement des Mousgoum.
Lors du recensement de 2005, on y a dénombré 1 362 personnes.